# 開口反射
開口反射（かいこうはんしゃ）とは、顔面口腔領域に対する侵害刺激によって急激な開口運動が引き起こされる反射である。侵害刺激で生じる開口反射には、口腔粘膜に対して侵害的に作用する外来物を吐き出すなどの意義を持つ。また、非侵害刺激でも誘発され、咬合力の調整に役立っていると考えられている。三叉神経上核に位置する抑制性介在ニューロンによって閉口筋が抑制されて開口が起こり、開口筋が積極的に関与することはないと言われている。
咀嚼運動は随意運動に属するが、他の骨格筋による運動と同じように細かな調整は反射（不随意運動）でななされている。また、様々な外的刺激に際して生体を防御する反射機構も備わっている。開口反射は、その防御的意味の強い反射で、口腔や口腔周辺に侵害刺激が加わった場合に生じるものである。食事中に石や砂を噛んで反射的に口を開くのは、この反射である。
口腔粘膜や口腔周辺の皮膚、歯牙（歯根膜の圧受容器）に刺激が加わると、これらの情報は三叉神経第2枝（上顎神経）及び第３枝（下顎神経）を求心路として中枢に向かう。中枢では、延髄の主に三叉神経主知覚核や三叉神経脊髄路核で介在ニューロンとシナプス結合し、更に介在ニューロンは三叉神経運動核で運動ニューロンとシナプス結合する。この運動ニューロンは三叉神経支配の筋を直接動かし、口を開かせる。